# La Plata
To je članek o argentinskem mestu. Za članek o Srebrni reki glejte Río de la Plata.
La Plata je glavno mesto argentinske province Buenos Aires in je prvo popolnoma načrtovano argentinsko mesto. Leži na desnem bregu reke Río de la Plata (po kateri je tudi dobilo ime), 60 km jugovzhodno od Buenos Airesa. Na popisu leta 2001 so našteli 574.369 prebivalcev in je tako peto največje mesto v Argentini.
Ko je državna prestolnica Buenos Aires leta 1880 dokončno postala ločena federalna enota in izločena iz istoimenske province, je provincialni guverner Dardo Rocha sklenil ob obali Srebrne reke popolnoma iz nič postaviti novo provincialno prestolnico, ki bi poleg provincialnih uradov gostila še univerzo. Po temeljitem razmisleku se je Rocha odločil za načrt Pedra Benoita, ki je nekoliko spominjal na načrt ameriške prestolnice Washington, D.C.. Pravokotno mrežo ulic, ki je sicer tipična za večino argentinskih mest, seka več diagonalnih ulic, ki povezujejo  glavne mestne trge, in zaradi katerih mestni tloris danes spominja na več dotikajočih se zvezd. Nekatere teorije zasnovo mesta in nekaterih stavb povezujejo s prostozidarsko simboliko, saj naj bi tako Rocha kot Benoit pripadala prostozidarski loži. 
Mesto je bilo uradno ustanovljeno 19. novembra 1882. Arhitekte za najpomembnejše stavbe so izbrali na mednarodnem natečaju. Guvernersko palačo so tako zasnovali Italijani, mestno hišo pa Nemci. Leta 1884 je mesto kot prvo v Argentini dobilo električno javno razsvetljavo. La Plata je dom univerze Universidad Nacional de La Plata, ustanovljene leta 1905.
Leta 1952 so ga po Evi Perón preimenovali v Ciudad Eva Perón, vendar so mu že po treh letih, po odstavitvi Juana Peróna, vrnili prvotno ime.
Poleg naravoslovnega muzeja je najbolj znana mestna znamenitost neogotska stolnica Brezmadežnega spočetja, kjer so se zgledovali po stolnicah v Kölnu in Amiensu. Graditi so jo pričeli 1885, namenu so jo predali šele leta 1932, popolnoma dokončali pa šele leta 1999. Danes največja cerkev v Argentini in z dvema 117 metrskima zvonikoma najvišja v obeh Amerikah.

## Kultura
Po zgledu brazilske prestolnice Brasília, ki je bila prav tako zgrajena iz nič, si mesto, konservatorji in lokalne oblasti prizadevajo uvrstiti La Plato na Unescov seznam svetovne dediščine. Leta 2018 je bila La Plata skupaj z Buenos Airesom uvrščena na argentinski Unescov poskusni seznam - seznam predmetov, ki jih namerava Argentina obravnavati za vključitev na Unescov seznam svetovne dediščine (pod naslovom Buenos Aires in La Plata - dve prestolnici kulture modernizem, eklekticizem in priseljevanje).
Unescov seznam svetovne dediščine vključuje eno od sedemnajstih del Le Corbusierja, zgrajenih v La Plati – hišo Curutchet. La Plato imenujejo »mesto lip« (špansko la ciudad de los tilos) zaradi velikega števila tovrstnih dreves, posajenih ob ulicah in trgih. Zaradi razporeditve ulic se ga je prijelo tudi ime »mesto diagonal« (ciudad de las diagonales).
V La Plati je muzej, ki ga je leta 1888 ustanovil znanstvenik Francisco Moreno. Hrani številne dragocene znanstvene zbirke v latinskoameriškem merilu, predvsem s področja naravoslovja. Astronomski observatorij v La Plati je bil odprt leta 1882 kot drugi v Argentini po observatoriju v Córdobi.